# Craibia atlantica
Craibia atlantica là một cây cỡ nhỏ thuộc họ Fabaceae. Đây là loài đặc hữu của vùng ven biển và ven sông của Tây Phi nhiệt đới và có ở Cameroon, Côte d'Ivoire, Nigeria, Ghana. Chúng hiện đang bị đe dọa vì mất môi trường sống.